# Pero barbarata
Pero barbarata är en fjärilsart som beskrevs av Paul Dognin 1892. Pero barbarata ingår i släktet Pero och familjen mätare. Inga underarter finns listade i Catalogue of Life.